# Mussol gregari
El mussol gregari (Asio capensis) és una espècie d'ocell de la família dels estrígids (Strigidae). Habita zones de pastures i pantans del Marroc i gran part de l'Àfrica Subsahariana. El seu estat de conservació es considera de risc mínim.